# Italo Insolera
Italo Insolera (Turin, 7 février 1929 – Rome, 27 août 2012) est un architecte, urbaniste et historien italien.

## Biographie
Né à Turin en 1929, à l’âge de cinq ans il emménage à Rome avec sa famille. Son père Filadelfo Insolera, professeur d’université, figure parmi les rares pionniers de la science financière et actuarielle en Italie. Ses deux frères aînés sont Delfino, directeur de publication chez Zanichelli (Bologne) au cours des décennies 1970 et 1980, et Melina, professeur de lycée et auteur de textes de grammaire italienne, latine et grecque ancienne.
Diplômé architecte en 1953 à l’Université La Sapienza, à Rome, en 1954 il obtient le certificat d’aptitude à la profession d’architecte et en 1960 l’aptitude à l’enseignement universitaire de l’urbanisme. Entre-temps il s’est marié avec Anna Maria Bozzola (architecte, auteur au début des années 1960 d’un texte de référence dans le domaine de l’éducation artistique dans l’école secondaire inférieure italienne) : elle va être sa compagne pour la vie. En 1962 il publie Roma moderna : un secolo di storia urbanistica (Rome moderne. Un siècle d’histoire urbanistique), la première œuvre qui parle de l’histoire urbanistique de Rome depuis l’unité de l'Italie jusqu’à aujourd’hui.
Depuis 1971 il est inscrit au tableau des experts d’aménagement du territoire. Entre 1963 et 1971 il est chargé de cours à l’Institut universitaire d’architecture de Venise, et devient, entre 1971 et 1983, professeur titulaire d’histoire urbaine à l’École d’Architecture de l’Université de Genève. Il tient des cours et des séminaires auprès de nombreuses Universités, entre autres à Rome, Florence, Naples, Paris, Cassel, Barcelone, Madrid.
Pendant son enseignement à Genève il fonde, avec le soutien du Fonds National Suisse de la recherche scientifique, le Centre de Recherche sur la Rénovation Urbaine, qu'il dirige pendant quatre ans.
Insolera a longtemps mené grand nombre de batailles pour la protection de l'environnement visant à la conservation et la protection du paysage ainsi qu'à la réhabilitation et la protection du patrimoine historique et architectural des villes.
Il est mort âgé de 83 ans, le 27 août 2012 dans son habitation du quartier de Monteverde, à Rome. Les urbanistes italiens le regrettent profondément.

## L'œuvre
Italo Insolera a publié plusieurs livres et essais ayant principalement pour objet les événements et les conditions économiques, sociales et culturelles du développement urbain, ainsi que le rôle de la ville historique dans le cadre des transformations urbaines plus récentes. Son activité professionnelle et académique a suivi la même direction, si bien que parmi ses projets d'aménagement et ses plans directeurs la préservation des centres historiques et la protection des systèmes environnementaux prédominent. Il s’est notamment intéressé au rapport entre l’archéologie et la ville moderne : les problèmes d’une utilisation correcte de la cité ancienne ont été traités, entre autres, par la mise en place de stratégies pour la limitation du trafic, la piétonisation, la conservation, qui ont été en partie adoptées par les administrations municipales, notamment à Rome.
Dès 2003, toute la documentation et les produits de l’activité professionnelle d’Italo Insolera ont été déclarés d’intérêt public et soumis à la surveillance de la Surintendance italienne aux Archives (it).

## Urbanisme

### Aménagement du territoire
- 1963 – 1964 Côtes du Gargano (Pouilles)
- 1965 – 1966 Province de Teramo (Abruzzes)
- 1965 – 1970 Côtes et territoire de Gallura (Sardaigne)
- 1968 – 1969 Côtes de la Province de Nuoro (Sardaigne)
- 1973 – 1976 Apennins d’Ombrie
- 1984 – 1992 Parc archéologique de Cap Colonna à Crotone (Calabre)
- 1982 – 1992 Parcs dans les communes de Suvereto, Campiglia Marittima, Piombino (Province de Livourne, Toscane), et Follonica (Province de Grosseto, Toscane)
- 1985 Schéma d'aménagement du territoire et du paysage (en italien: « Piano Territoriale-paesistico ») de la Région Émilie-Romagne (conforme à la Loi nationale n° 431/85 (it)).

### Plans généraux d’aménagement
- 1956 Porto Empedocle (Province d’Agrigente, Sicile), Plan de reconstruction
- 1957 Rivisondoli (Province de L’Aquila, Abruzzes), Plan de reconstruction
- 1967 – 1972 Plans coordonnés des communes de Cecina, Bibbona, Castagneto Carducci, San Vincenzo, Sassetta (Province de Livourne, Toscane; en collaboration)
- 1969 – 1970 Programmes de construction coordonnés des communes de Dorgali, Orosei, Siniscola (Province de Nuoro, Sardaigne; en collaboration)
- 1973 – 1978 Plan d’aménagement général de la commune de Livourne (Toscane)
- 1988 – 1996 Plan d’aménagement général de la commune de Pitigliano (Province de Grosseto, Toscane; en collaboration)
- 1989 – 1994 Plan d’aménagement général de la commune de Correggio (Province de Reggio d’Emilie, Emilie-Romagne; en collaboration)
- 1997 – 1999 Plan structurel de Lucques (Toscane; en collaboration).

### Parcs et quartiers
- 1957 Quartier INA-Casa (it) (logements sociaux) à Syracuse Santa Panagia (Sicile, en collaboration)
- 1958 Quartier INA-Casa (logements sociaux) à Naples Soccavo (en collaboration)
- 1962 Quartier INA-Casa (logements sociaux) à Caserte (Campanie; en collaboration)
- 1971 - 1978 Quartier de logements sociaux à San Vincenzo (Province de Livourne, Toscane; en collaboration)
- 1980 - 1981 Plans particuliers d’aménagement (en italien : « Piani Particolareggiati ») pour Castagneto Carducci (Province de Livourne, Toscane; en collaboration)
- 1982 - 1984 Plans pour Zones Productives (villages touristiques; en italien : PIP, « Piani per Insediamenti Produttivi ») à Piombino (Province de Livourne, Toscane; en collaboration)
- 1988 Avant-projet pour le Parc archéologique de Gabies (Rome; en collaboration)
- 1988 - 1989 En collaboration avec Leonardo Benevolo et Pier Luigi Cervellati (it), études pour le Plan particulier d’aménagement de la cité de Palerme (sous mandat de la Municipalité, Maire Leoluca Orlando)
- 1996 Préliminaires du Schéma d’aménagement (en italien : « Piano di Assetto ») pour le Parc Archéologique de la Voie Appienne Antique (Rome)
- 1997 Projet Environnemental pour le passage souterrain de la grande ceinture routière de Rome (en italien : GRA, « Grande Raccordo Anulare ») au-dessous de la Voie Appienne Antique (ANAS, Administration Nationale des Routes)
- 2000 Études environnementales et de paysage pour la zone de Tor Marancia (it) (Rome; en collaboration, sous mandat de la Surintendance pour l’Archéologie)
- 2005 Projet d’un Parc naturel et réhabilitation de fermes à San Vincenzo (Province de Livourne, Toscane; sous mandat de Rimigliano Srl; en collaboration).

### Urbaniste-conseil
- 1965 Ministère des Travaux Publics (it), Comité pour les mesures à adopter sur les routes bordées d’arbres pour la sécurité de la circulation et la sauvegarde des valeurs naturelles
- 1966 Municipalité de Rome (it), Comité pour l’étude des zones piétonnes
- 1966-1969 Automobile Club d'Italia, Comité pour le trafic et la circulation
- 1981-1982 Commune de Naples, Commissariat extraordinaire pour la reconstruction après le séisme de 1981
- 1981-1982 Programme intergouvernemental Égypte-Italie, étude de faisabilité pour la réhabilitation de la Citadelle du Caire
- 1981-1982 Municipalité de Rome (it), Comité pour l’étude des problèmes liés à l’établissement du Parc archéologique du centre historique
- 1988-1990 Musée d’histoire naturelle de la Province de Livourne, membre du Conseil d’administration
- 1988-1992 Membre du Conseil National auprès du Ministère des Biens Culturels
- 1990-1992 Province de Bologne, aménagement du territoire
- 1994-1995 Municipalité de Rome (it), Assessorat pour la Mobilité
- 1995-1996 ATAC (Société Municipale des Transports Publics), Rome
- Conseil de l’Europe, membre des Comités pour la réhabilitation des cités de Tolède (Espagne, 1982), Salamanque (Espagne, 1984), et Antigua-Guatemala (Guatemala, 1997)
- Conseil de l’Europe, rapporteur général aux conférences de Ferrare (1978), Strasbourg (1982) et Lille (1983).

## Architecture
- 1958-1964 Bibliothèque nationale de Turin (en collaboration avec Massimo Amodei, Pasquale Carbonara, Aldo Livadiotti, Antonio Quistelli).
- 1958 École maternelle à Rivisondoli (Province de L’Aquila, Abruzzes)
- 1959 École maternelle à Pescocostanzo (Province de L’Aquila, Abruzzes)
- 2001 Études pour le Mémorial de Moïses au Mont Nébo (Jordanie)
- 2003 Projet pour le Théâtre Puccini à Torre del Lago (Viareggio, Toscane; en collaboration avec Mauro Ciampa, Raffaello Bartelletti).

## Travaux de restauration
- 1963-1965-1967 Maisons dans le centre d’Anguillara Sabazia (Rome)
- 1971 Maison dans le centre historique de Tropea (Calabre)
- 1980 Maison dans le centre historique de Castagneto Carducci (Province de Livourne, Toscane)
- 1978-1980 et 1993-1994 Maisons romaines antiques à Rue San Paolo alla Regola, Rome (en collaboration)
- 1990 Maison aux fenêtres jumelées (en italien : « Casa delle Bifore ») à Piombino (Province de Livourne, Toscane), aménagée en Archives Municipales (en collaboration)
- 1990 Cloître de St. François à Suvereto (Province de Livourne, Toscane; en collaboration)
- 1989-1992 Centre Meucci à Suvereto (Province de Livourne, Toscane; en collaboration): restauration d’une ancienne ferme aménagée en résidence pour jeunes inadaptés
- 1990-1995 Villa Poniatowski à Rome, aménagée en siège de l'agrandissement du Musée National Étrusque de Villa Giulia et de la Collection Castellani (bijouterie ancienne), avant-projet
- 1991-1994 Maison sur le Lac Majeur (Piémont)
- 1996 Tour La Pievaccia à Follonica (Province de Grosseto, Toscane; en collaboration)
- 2000-2001 Poderi Stalloni à Suvereto (Province de Livourne, Toscane): restauration d’anciennes fermes aménagées en auberge et en salle polyvalente pour Parchi Val di Cornia SA (en collaboration).

## Expositions
- 1997: Via Appia-Sulle rovine della magnificenza antica (Voie Appienne – Sur les ruines de l’antique splendeur), Fondation Memmo, Palais Ruspoli, Rome; projet d’organisation
- En collaboration avec le Musée Granet, Aix-en-Provence:
  - 1996: Paesaggi perduti-Granet a Roma 1802-1824 (Paysages Perdus – Granet à Rome 1802-1824), Académie Américaine à Rome, Comité Scientifique
  - 2000: Alla ricerca della luce-I pittori di Aix-en-Provence dal XVIII al XX Secolo (A la recherche de la lumière – Les Peintres d’Aix-en-Provence du XVIIIe au XXe siècle), Commune de Pérouse, Palais de la Penna; curateur de l’exposition et du catalogue
  - 2000-2001: Frondose arcate. Il Colosseo prima dell'archeologia (Arcades Feuillues – Le Colisée avant l’Archéologie), Surintendance Archéologique de Rome, Palais Altemps, projet, organisation et catalogue
- 2002-2003: Roma tra le due guerre (Rome entre les deux guerres), Musée de Rome du Trastevere et Maison de l’Architecture, Rome; projet et organisation (en collaboration avec A.M. Sette)
- 2002-2003: Dall'Augusteo all'Auditorium (De l’Augustée à l’Auditorium), à l’occasion de l’inauguration du nouvel Auditorium « Parc de la Musique », Rome; projet, organisation et catalogue (en collaboration avec A.M. Sette).

## Concours
- 1955 Aménagement urbanistique de la zone de la « Valletta di Belfiore », Mantoue (Lombardie ; en collaboration): 1er prix ex æquo
- 1955 Constitution d’équipes d’architectes-projeteurs pour INA-Casa (it) (logements sociaux): accepté
- 1957 Plan d’aménagement général de Venise (en collaboration)
- 1957 Bibliothèque nationale de Turin (en collaboration): 1er prix ex æquo; réalisé
- 1958 Applications du « Plastirivmel » (éléments en plastique utilisables en architecture d’intérieur), 4e Concours: 2e prix, réalisé
- 1964 Constitution des tableaux d’architectes-projeteurs Gescal (it) (logements sociaux): accepté
- 1965 Sélection des architectes-projeteurs ISES (logements sociaux): accepté
- 1967 Agrandissement du Parlement, Rome
- 1971 Nouveau siège de l’Université de Florence (en collaboration): 2e prix
- 1982 Restauration du Château de Piombino (Province de Livourne, Toscane; en collaboration)
- 2003 Théâtre Puccini à Torre del Lago, Viareggio (Toscane): gagnant.

## Publications

### Livres
- Roma moderna. Un secolo di storia urbanistica (Rome moderne. Un siècle d’histoire urbanistique), Torino, Einaudi, 1962-1993-2001.  (ISBN 88-06-15931-3)
- Il quartiere barocco di Roma (Le quartier baroque de Rome), Roma, Ed. LEA, 1967 (avec Italo Zannier (it)).
- Coste d'Italia (Côtes d’Italie (it)), Roma, ENI, 1967-1971, 5 volumes (en collaboration).
- Monti d'Italia (Montagnes d’Italie), Roma, ENI, 1972-1975, 4 volumes (en collaboration).
- Città di Torino, La collina di Torino (La colline de Turin), Padova, Marsilio, 1972 (en collaboration).
- L'urbanistica, in "Storia d'Italia" (L’urbanisme, dans (Histoire d’Italie (it)), Torino, Einaudi, 1973.
- La città e la crisi del capitalismo (Les villes et la crise du capitalisme), Roma, Ed. Laterza, 1978 (en collaboration).
- Roma. Immagini e realtà dal X al XX secolo (it) (Rome: Images et réalité du Xe au XXe siècle), Ed. Laterza, 1980.  (ISBN 978-88-420-1758-5)
- Parchi naturali: l'esperienza di Rimigliano (Parcs naturels: l’expérience de Rimigliano), Roma, Edizioni delle Autonomie, 1982 (avec Luigi Gazzola).
- Storia moderna dei Fori di Roma (it) (Histoire moderne des forums de Rome), Roma, Ed. Laterza, 1983 (avec Francesco Perego).  (ISBN 978-88-420-5910-3)
- L'EUR e Roma dagli anni Trenta al Duemila (it) (L’EUR et Rome des années Trente à l’an 2000), Roma, Ed. Laterza, 1986 (avec Luigi Di Majo (it)).  (ISBN 88-420-2797-9)
- Roma (Rome), TCI, 1986 (en collaboration).  (ISBN 88-365-0284-9).
- La villa Huffer, una dimora romana dell'Ottocento (La Villa Huffer : une demeure romaine du XIXe siècle), Roma, Istituto Italiano di Credito Fondiario, 1991 (en collaboration).
- In via delle Muratte. Un edificio e l'intorno nella storia di Roma (Dans la rue delle Muratte: un immeuble et ses alentours dans l’histoire de Rome), Roma, Ed. Mediocredito di Roma, 1993 (en collaboration).
- Roma e il Giubileo del secondo Millennio (Rome et le Jubilé du Second Millénaire), Roma, Ed. Mediocredito di Roma, 1995 (en collaboration).
- Paesaggi perduti, Granet a Roma 1802 – 1824, American Academy in Rome (Paysages Perdus – Granet à Rome 1802-1824, Académie Américaine à Rome), Roma, Electa, 1996 (collaboration au catalogue).  (ISBN 88-435-5894-3)
- Via Appia, Sulle ruine della magnificenza antica (Voie Appienne – Sur les ruines de l’antique splendeur), Roma, Leonardo Arte, 1997 (catalogue de l’exposition; en collaboration).  (ISBN 88-7813-776-6)
- Frondose arcate, Il Colosseo prima dell'archeologia (Arcades Feuillues – Le Colisée avant l’Archéologie), Roma, Electa, 2000 (catalogue de l’exposition; en collaboration).  (ISBN 88-435-7831-6)
- Roma fascista attraverso la documentazione dell'Istituto Luce (Rome fasciste dans les documents de l’Institut Luce), Roma, Editori Riuniti (it), 2001.  (ISBN 88-359-5028-7)
- Roma tra le due guerre. Cronache da una città che cambia (it) (Rome entre les deux guerres, chroniques d’une ville qui change), Roma, Palombi Editore, 2003 (avec Alessandra Maria Sette).  (ISBN 88-7621-412-7)
- Dall'Augusteo all'Auditorium (De l’Augustée à l’Auditorium), Roma, Ed. Musica per Roma, Collana dell’Auditorium no. 1, 2003 (avec Alessandra Maria Sette).  (ISBN 88-900980-3-1)
- L'occhio e la memoria: Porto Empedocle 1950 (it) (L’œil et la mémoire: Porto Empedocle 1950), Roma, Palombi Editore, 2007 (avec Andrea Camilleri).  (ISBN 978-88-6060-089-9)
- Saper vedere l'ambiente (Savoir voir l’environnement), Roma, De Luca Edizioni d’Arte, 2008.  (ISBN 88-8016-792-8)
- Avanti c'è posto (it) (Avancez! Il y a encore de la place!), Roma, Donzelli Editore (it), 2008 (avec Walter Tocci (it) et Domitilla Morandi).  (ISBN 978-88-6036-276-6)
- Roma, per esempio. Le città e l'urbanista (Rome, par exemple. Les villes et l'urbaniste), Roma, Donzelli Editore (it), 2010.  (ISBN 978-88-6036-458-6)
- Roma moderna. Da Napoleone I al XXI secolo (Rome moderne. De Napoléon Ier au XXIe siècle), Torino, Einaudi, 2011 (nouvelle édition agrandie avec la collaboration de Paolo Berdini (it)).  (ISBN 978-88-06-20876-9)
- Modern Rome: From Napoleon to the Twenty-First Century, Newcastle, Cambridge Scholars Publishing, 2021 (première édition anglaise paperback ; basée sur l'édition 2011 ; éditeurs Lucia Bozzola, Roberto Einaudi, Marco Zumaglini).  (ISBN 978-1-5275-4795-7)
- Le Centre de recherche sur la rénovation urbaine a publié l’« Atlas du territoire genevois – Permanences et modifications cadastrales aux XIXe et XXe siècles », 7 volumes, Genève, Georg Ed., 1983-1998 (préface par A.Corboz)[5].

### Journaux et revues
Articles parus dans: Ferrania, Architettura, Urbanistica, Comunità (it), Casabella, Zodiac, Architèse, Werk (de), Centro Sociale, Ulisse, Paese Sera, Il Messaggero, Il Manifesto, La Repubblica, Il Corriere della Sera.

## Collaboration pour la radio et la télévision
- RAI Radio-télévision Italienne.
- Radio-télévision de la Suisse Romande.

## Récompenses et distinctions
- Prix de la Fondation Aldo Della Rocca, 1954[6].
- Prix INARCH pour la critique historique, 1964[7].
- Prix Cervia, 1970.
- Prix du Fonds Italien pour l’Environnement (FAI), 2008.